# Сурсько-дніпровська культура
Сурсько-дніпровська культура (Сурська культура) — археологічна культура раннього неоліту, поширена в районі Дніпрових порогів. Датується V — VII—VI тисячоліттями до н. е. Сучасні методи радіовуглецевого датування показують такий час існування цієї культури: 6100 — 5600 р до н. е.

## Походження і дослідження
Сурсько-дніпровська культура склалася на основі місцевої  кукрецької культури доби мезоліту.
Поселення виявлені на островах  Сурський,  Шулаїв, Стрільча Скеля поблизу міста Дніпро, острові Виноградний північніше Запоріжжя та інших. Окремі пам'ятки цієї культури відомі в Приазов'ї (Кам'яна Могила), на річці Оріль та на Сіверському Дінці. Загалом виявлено понад 20 стоянок із сурською керамікою, поховання не відомі. Найкраще досліджені поселення на островах Сурському і Шулаєвому, де розкопано напівземлянкові житла.
Пам'ятки, споріднені з сурськими, відомі у Криму (Таш-Аїр, Заміль-Коба, Кая-Араси) та в пониззі Дону (станиця Роздорська), де вони виділяються в окремі культурні типи.
На початку IV тисячоліття до н. е. населення сурської культури в Надпоріжжі було витіснене носіями  дніпро-донецької культури, що прийшли сюди з північніших територій Подніпров'я.

## Періодизація
Поселення періоду формування сурсько-дніпровської культури розміщувались по берегах річок (Василівка, Собачки).
Наступний період є острівним. До нього відносяться пам'ятки, які визначають етнографічну і історичну специфіку культури. Це поселення на островах: Виноградний, Похилий, Вовчок, Шулаїв, Кизлевий, Сурський, Кодачек та інших; а також ряд поселень на правому березі Дніпра — навпроти острова Кодачек і поселення в гирлі річки Самари на сході міста Дніпро.
В пізній період зустрічаються поселення двох типів:
- берегові, наприклад, сліди поселень в урочищі Собачки, на Вільному порозі, два поселення  ігренської групи («Ігрень V», «IV»), поселення на острові Демському.
- острівні, що влаштовувалися на невеликих, зручних для захисту островах (Вовчок, Середній Стіг, Стрільча Скеля). В цей період також з'являється кераміка з гребінцевим орнаментом, характерна для дніпро-донецької культури. Ці зміни показують, що в історії сурсько-дніпровських племен настав критичний момент — поява могутнього претендента на їх територію — племен дніпро-донецької культури.[1]

## Господарство
Неолітичні форми господарювання носії цієї культури поєднували із традиційними способами добування їжі, зокрема мисливством і рибальством. Влітку ці племена селилися на берегах річок, багатих на рибу. Поряд на луках випасалася худоба. На місцях поселень знайдено кістки свійських тварин — бика й свині.
Скотарству, як свідчать археологічні знахідки, надавалося більше уваги, ніж землеробству. Землеробство складно приживалося у степовій смузі. Тамтешні ґрунти були родючими, але вкрай важкими для ручного обробітку. Водночас привабливість степових просторів полягала в наявності пасовиськ, що й зумовило у цьому регіоні пріоритетний розвиток скотарства.

## Знаряддя праці
Для Сурсько-дніпровської культури властиві мікролітичні вироби з кременю, знаряддя для обробки дерева (сокири, тесла й великі скребла), різноманітний гостродонний посуд. Із розкопок стоянок походить маса кістяних предметів — кинджали, гачки, наконечники стріл, гарпуни тощо. Такої кількості різноманітних виробів із кістки не знала жодна інша неолітична культура України.

## Кераміка
Кераміка своєрідна, переважно гостродонна, зроблена з добре відмуленої глини (інколи з домішками товчених черепашок). Орнамент прокреслений або ямковий. Характерним для даної культури є також кам'яний посуд — гостродонний або у вигляді ночовок, зрідка прикрашений врізним орнаментом. В інших культурах України він не зустрічається, а тому є важливою етнографічною ознакою сурських племен.

## Найбільші археологічні знахідки
- Сурська стоянка
- Шулаївська стоянка